# Григорий (Немцов)
Митрополит Григорий (в миру Георгий Немцов; 1828, Сороки, Бессарабия — 16 декабря 1898, София) — епископ Болгарской православной церкви, митрополит Доростольский и Червенский.

## Биография
Георгий Немцов происходил из болгарской диаспоры в Бессарабии. Начальное образование получил в родном селе. С юных лет стремился к церковному служению. В течение недолгого времени был послушником в Нямецом монастыре. В 17-летнем возрасте отправился на Афон, где поступил послушником в Хилендарский монастырь.
15 июля 1847 года в Хиландаре пострижен в монашество с именем Григорий. На Афоне познакомился с архимандритом Неофитом (Бозвели) и иеромонахом Иларионом (Стояновым), который стал его духовником.
В дальнейшем, учился в греческом училище в Карее. Сохранил большую часть книжного наследия архимандрита Неофита.
Вместе с иеромонахом Иларионом в декабре 1850 года переехал в Константинополь.
21 мая 1851 года рукоположён во диакона. Обучался в греческом училище в Константинополе. В 1857 году по предложению Иерусалимского патриарха Кирилла иеродиакон Григорий поступил в Богословское училище на острове Халки, которое окончил с отличием в 1863 году, получив степень доктора богословия.
С 1864 года Григорий преподавал в богословском училище святых Кирилла и Мефодия в Константинополе и служил в болгарской церкви святого Стефана.
4 августа 1866 года епископом Макариопольским Иларионом Григорий был рукоположён во иерея, 6 августа того же года возведён в сан архимандрита.
После издания в 1870 году султанского фирмана, провозглашавшего создание Болгарского экзархата, архимандрит Григорий активно участвует в выборе болгарского экзарха.
24 апреля 1872 года Анфим I служил в болгарской церкви в Фанаре и после чтения Евангелия архимандрит Григорий зачитал акт, в котором объявлялось незаконным извержение из сана экзарха и некоторых болгарских епископов. 11 мая того же года архимандрит Григорий зачитал фирман о возобновлении — после более, чем векового перерыва — Болгарской православной церкви, подписанный экзархом и шестью болгарскими епископами.
18 июня 1872 года избран епископом учреждённой незадолго до этого Доростольско-Червенской митрополии с кафедрой в городе Рущуке. 1 июля в Константинополе хиротонисан во епископа Доростольского и Червенского.
В 1875—1878 годах временно управлял Тырновской митрополией. Григорий Немцов был тогда убеждён в непоколебимости османского могущества — и когда в 1875 году началось освободительное восстание в Боснии и Герцеговине, он призывал болгарскую паству неукоснительно исполнять «верноподданнический долг». Не ограничившись даже этим, он помог османским властям арестовать национал-революционера Тому Кырджиева. Когда в 1877 г. началась Русско-турецкая война, Григорий также заклинал народ хранить верность султану, и лишь после убедительных побед русских войск, начал с ними сотрудничать.
В апреле 1877 года был кандидатом при избрании Болгарского экзарха, но при голосовании проиграл 1 голос митрополиту Ловчанскому Иосифу (Йовчеву).
После освобождения Болгарии активно участвовал в укреплении Болгарской церкви. Участвовал в Учредительном собрании 1879 года как представитель Консервативной партии.
С 1887 года был председателем Священного Синода. Сохранял дружеские отношения с князем Фердинандом I. При посредничестве митрополита Григория в 1890 году был разрешён конфликт между Правительством Болгарии и Священным Синодом.
С 1881 году член-корреспондент, с 1884 года — член Болгарского литературного общества (впоследствии — академия наук).
Скончался 16 декабря 1898 года в Софии. Погребён в притворе кафедральной церкви Святой Троицы в Русе.